# Адрианопольское Евангелие
Адрианопольское Евангелие (арм. Ադրիանուպոլսի Ավետարան, Адриануполси Аветаран) — армянская иллюстрированная рукопись XI века, известная тем, что время создания рукописи относится ко времени правления византийского императора Василия Болгаробойца и исторически относится к одному из периодов особого сближения византийской и армянской культур. Адрианопольское Евангелие рассматривается наряду с Трапезундским Евангелием и по стилистическим признакам миниатюр принадлежит к традиции армяно-халкидонитов. Манускрипты хранятся в Венеции, в библиотеке конгрегации армянских мхитаристов.

## История изучения
Первый исследователь, который обратил внимание на Адрианопольское и Трапезундское Евангелия, был французский учёный Ф. Маклер. Он посвятил армянским рукописям из некоторых европейских собраний небольшую книгу «Notices de manuscrits arménien vues dans quelques bibliothèques de l'Europe centrale» (1913).